# Долинское (Мелитопольский район)
Долинское (укр. Долинське) — село,
Фруктовский сельский совет,
Мелитопольский район,
Запорожская область,
Украина.
Население — 784 человека (2001 год).
Бывшая немецкая колония Иоганнесруэ.

## Географическое положение
Село Долинское находится в 2-х км от правого берега реки Тащенак,
на расстоянии в 2,5 км от сёл Кирпичное и Ромашки.
Рядом проходит автомобильная дорога М-14 (E 58) и
железная дорога, станция Тащенак в 3,5 км.

## История

### Древняя история
В кургане на окраине Долинского было раскопано 8 погребений эпохи бронзы (III—II тысячелетия до н. э.) и 2 сарматских погребения (II в. до н. э. — II в. н. э.).

### Основание села
Село было основано немецкими колонистами, лютеранами и меннонитами в 1852 году (по другим данным, в 1830 году) и названо в честь меннонитского землевладельца и общественного деятеля Иоганна Иоганновича Корниса (1789—1848). Основателями села были 17 семей из колонии Гуттерталь, с чем связано другое название Иоганнесруэ — Новый Гуттерталь, или Ней-Гуттерталь.

### Российская империя
Вскоре после основания села, жители Иоганнесруэ отказались от уравнительного гуттерского (англ.) образа жизни. В 1876—1877 годах гуттеры выехали в Южную Дакоту, и село купили пришибские колонисты.
В 1857 Иоганнесру состояло из 17 дворов и владело 1104 десятин земли.
После 1871 года в составе Мелитопольского уезда была образована Иоганнесруская волость, включавшая сёла Иоганнесру и Гуттерталь. Позже Иоганнесруская волость была включена в состав Эйгенфельдской.
До революции в селе работал кирпичный завод, действовала школа.

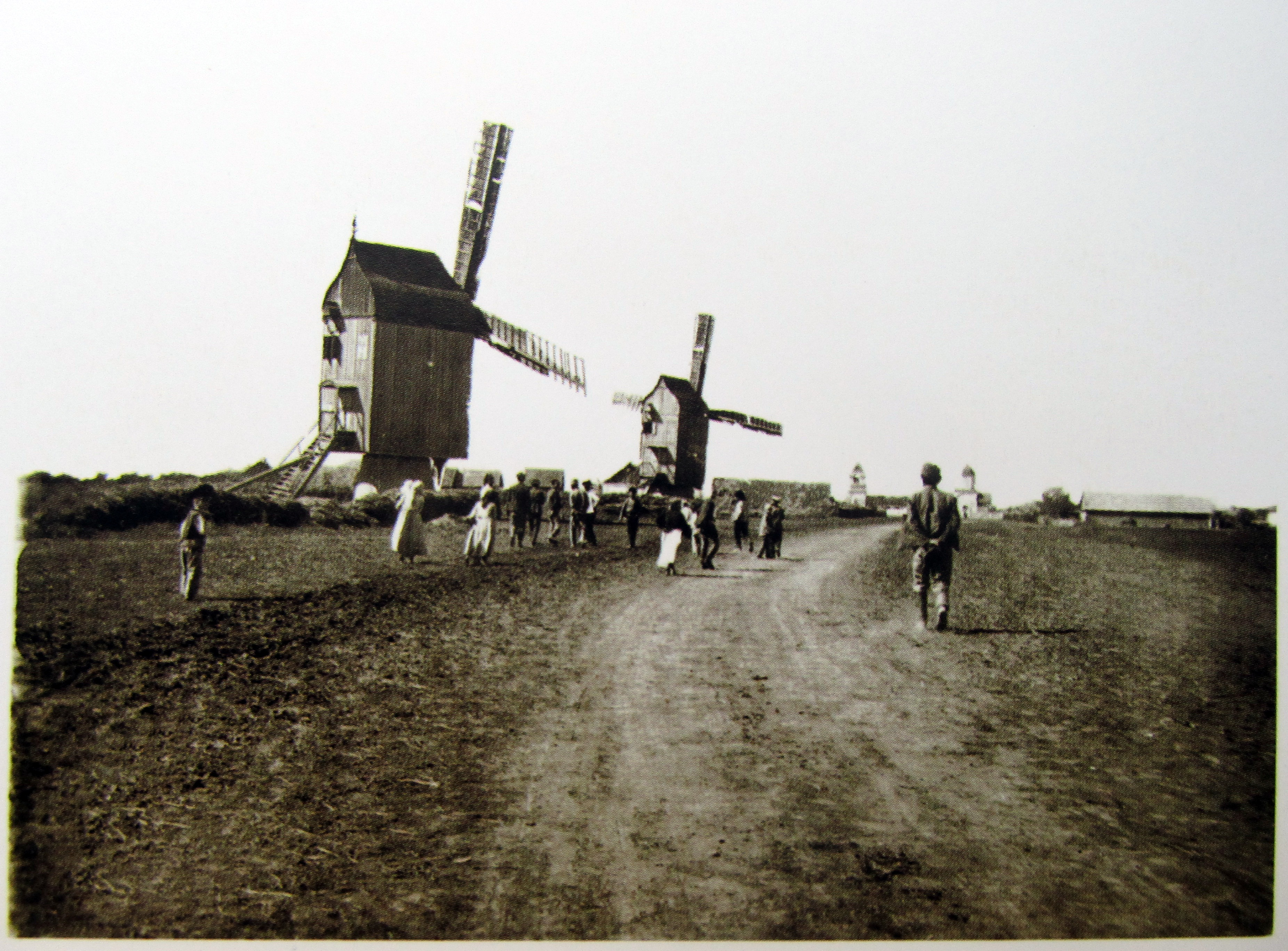
Ветряные мельницы колонии Иоганесруэ, 1918 год
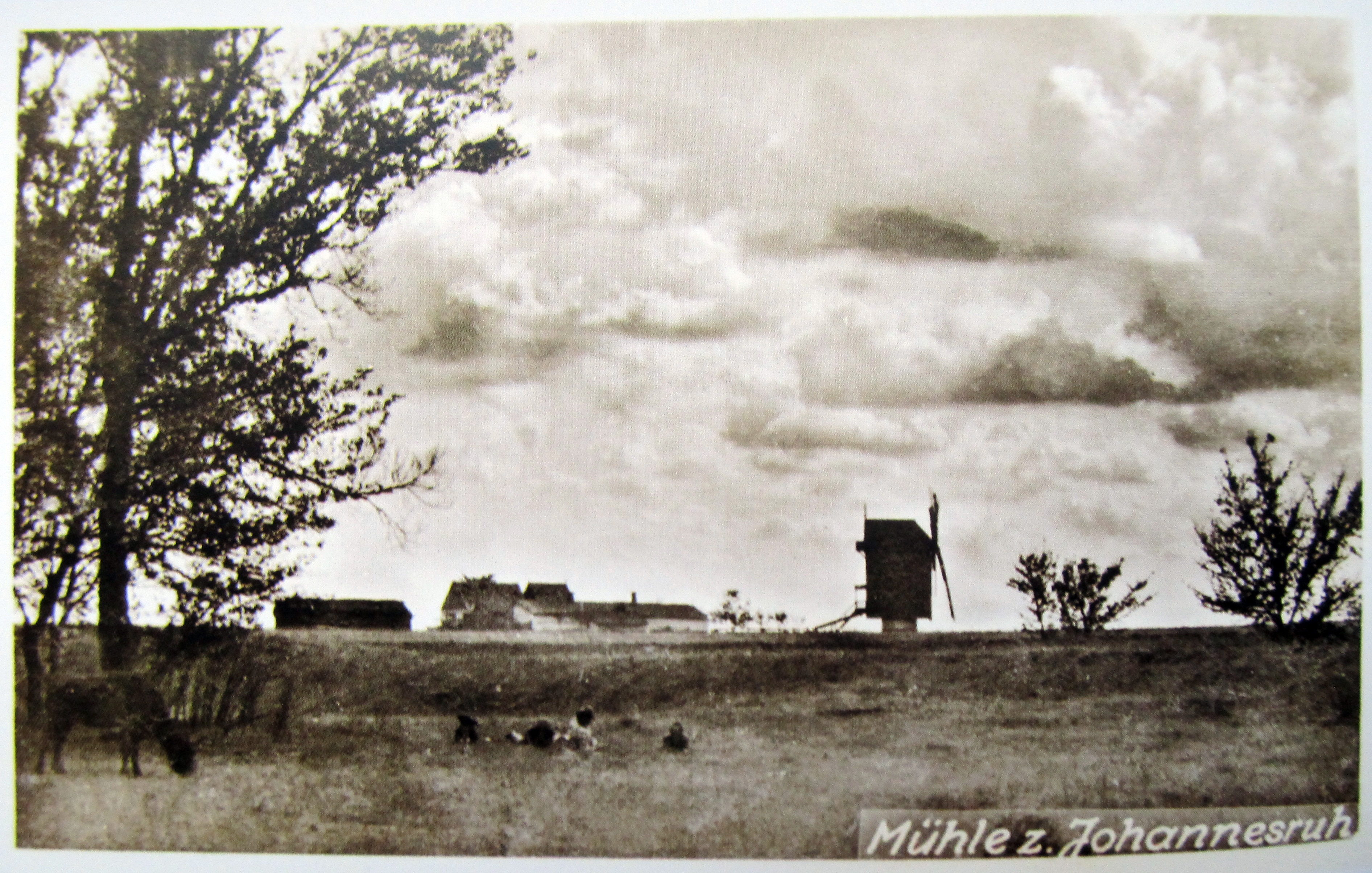
Ветряные мельницы колонии Иоганесруэ, 1918 год

### Советский период
В 1926 году Иоганнесруэ было центром сельсовета.
В голод 1932—33 годов 12 жителей села умерли от голода.
25 сентября 1941 года, когда оккупация Мелитопольского района германскими войсками стала неизбежна, районные органы НКВД начали операцию по депортации этнических немцев и меннонитов, проживающих в сёлах района, а уже в начале октября село было занято немецкими войсками.
24 октября 1943 года Иоганнесруэ было освобождено от германской оккупации.
В 1945 году село было переименовано в Долинское.
В 1965 году в Долинском открылась школа, рассчитанная на 150 учеников.

## Население
В следующей таблице представлена динамика численности населения в Долинском:
| Год  | Население |
| ---- | --------- |
| 1858 | 197       |
| 1864 | 329       |
| 1886 | 349       |
| 1897 | 510       |
| 1905 | 307       |

| Год  | Население |
| ---- | --------- |
| 1911 | 306       |
| 1915 | 293       |
| 1918 | 315       |
| 1926 | 472       |
| 2001 | 784       |

До 1941 года основную часть населения Эйгенфельда составляли немцы (93,4 % в 1926 году).

## Экономика
- «Долинское», кооператив.

## Объекты социальной сферы
- Школа I—II ст.
- Фельдшерско-акушерский пункт.
- Свято-Никольский храм. Подчинён Запорожской и Мелитопольской епархии Украинской православной церкви Московского патриархата.[9]